# Соганлъ (квартал на Истанбул)
„Соганлъ“ (на турски: Soğanlı) е квартал на Истанбул, разположен в околия Бахчелиевлер. Общата му площ е 0,96 км2. Според данни на Адресната система за регистриране на населението (ABPRS) към 2023 г. населението на „Соганлъ“ е 66 182 жители.